# سايواي-كو
سايواي-كو (باليابانية: 幸区) هو حي في اليابان، يقع في كاواساكي، كاناغاوا، بلغ عدد سكانه 166,577 نسمة وذلك حسب إحصائيات سنة 2018، تبلغ مساحته 10.05 كيلومتر مربع.

## التقسيمات الإدارية
- Endōmachi  [لغات أخرى]‏
- Kawaramachi  [لغات أخرى]‏
- Komukai  [لغات أخرى]‏
- Komukai-Tōshibachō  [لغات أخرى]‏
- Konyamachi  [لغات أخرى]‏
- Tote  [لغات أخرى]‏
- Furukawamachi  [لغات أخرى]‏
- Yanagichō  [لغات أخرى]‏
- Ogura  [لغات أخرى]‏
- Kashimada  [لغات أخرى]‏
- Kita-Kase  [لغات أخرى]‏
- Minami-Kase  [لغات أخرى]‏
- Yagami  [لغات أخرى]‏.